# Об'єкт будівництва
Об'єкт будівництва - будинки, будівлі, споруди будь-якого призначення, їх комплекси, лінійні об’єкти, інженерно-транспортна інфраструктура.
Об'єкт будівництва - будівля, споруда або комплекс споруд, будівництво яких організує забудовник та фінансування будівництва яких здійснює управитель за рахунок отриманих в управління коштів.
Об'єктом будівництва є кожна відокремлена будівля (виробничий корпус або цех, склад, житловий будинок тощо) або споруда (міст, тунель, платформа тощо) з усіма улаштуваннями (галереями, естакадами тощо), устаткуванням, меблями, інвентарем, підсобними та допоміжними пристроями, що належать до неї, а також, за необхідності, з інженерними мережами, які прилягають до неї. На будівництво об'єкта має бути складений окремий проект і кошторис або кошторисний розрахунок (об'єктний кошторис або об'єктний кошторисний розрахунок).
Об'єкт будівництва - сукупність будівель і споруд або окремі будівлі і споруди, будівництво яких здійснюється за єдиним проектом.
Міністерство фінансів України. Наказ Про затвердження Положення (стандарту) бухгалтерського обліку 18 "Будівельні контракти" (Положення, п.2) N 205 від 28.04.2001 м.Київ
Об'єкт будівництва - окрема будівля чи споруда (з належними до неї устаткуванням, меблями, інструментами, галереями, естакадами, підсобними та допоміжними подвірними будівлями, внутрішніми інженерними мережами), будівництво якої здійснюється за окремим проектом та кошторисом, або сукупність будівель чи (та) споруд, будівництво яких здійснюється на одному будівельному майданчику за єдиною проектно-кошторисною документацією зі зведеним кошторисним розрахунком вартості будівництва або зі зведенням витрат.